# Ivo Perić
Ivo Perić (Lukar, 15. listopada 1930. - Zagreb, 27. siječnja 2018.) hrvatski povjesničar i pedagog.

## Životopis
Ivo Perić rodio se u Lukaru (Šibensko-kninska županija) 1930. godine. Osnovnu školu polazio je u rodnome mjestu a zatim je srednju školu polazio u Šibeniku i Zadru te potom filozofski fakultet u Sarajevu. Diplomirao je s diplomskim radom Problem preventivnog rata protiv Italije u austrijskoj vanjskoj politici 1909. – 1914. Doktorirao je 1969. godine na beogradskom Filozofskom fakultetu s disertacijom Borba za narodni jezik i nacionalni duh u dalmatinskom školstvu 1860. – 1918. Radio je kao prosvjetni djelatnik, najviše u Dubrovniku, od 1957. godine, gdje je kasnije bio i direktor gimnazije od 1964. do 1974. godine. Od 1974. godine pa sve do umirovljenja, 1995. godine, bio je zaposlen u dubrovačkom Zavodu za povijesne znanosti HAZU (od 1979. godine sa zvanjem znanstvenog savjetnika). U povijesnoj znanosti bavi se s temama hrvatskog kulturnog, političkog i gospodarskog života 19. i 20. stoljeća. Njegov spisateljski opus sadržava i nekoliko udžbenika povijesti, razne osvrte i brojne priloge u enciklopedijama, novinama i književnim časopisima te više od stotinu radova s područja povijesti školstva i pedagogije.    

## Djela
Nepotpun popis djela:
- Dubrovačka gimnazija od ponarođenja do danas (1869. – 1969.), Gimnazija "Marija Radeljević", Dubrovnik, 1969.
- Iz naše školsko-pedagoške prošlosti, Podružnica Hrvatskog pedagoško-književnog zbora, Dubrovnik, 1972.
- Borba za ponarođenje dalmatinskog školstva: 1860-1918, Hrvatski školski muzej, Zagreb, 1974.
- Dalmatinski sabor, 1861. – 1912. (1918.) god., JAZU, Zadar, 1978.
- Dubrovačka periodika 1848. – 1918., JAZU, Dubrovnik, 1980.
- Razvitak turizma u Dubrovniku i okolici od pojave parobrodarstva do 1941. godine, JAZU, Dubrovnik, 1983.
- Ante Trumbić na dalmatinskom političkom poprištu, Muzej grada Splita, Split, 1984.
- Dubrovačko pomorstvo u 19. i 20. stoljeću, JAZU, Zagreb, 1984.
- Dubrovčanin Niko Nardelli kao austrijski namjesnik u Dalmaciji, JAZU, Dubrovnik, 1987.
- Pero Čingrija, Časopis Dubrovnik, Dubrovnik, 1988.
- O stanovništvu dubrovačkog okružja i o jednom dijelu njegove imovine krajem 1830. godine, Zavod za povijesne znanosti JAZU u Dubrovniku, Dubrovnik, 1989.
- Politički portreti iz prošlosti Dalmacije, Književni krug, Split, 1990.
- Hrvatska i svijet u XX. stoljeću, Školska knjiga, Zagreb, 1993.
- Godine koje će se pamtiti, Školska knjiga, Zagreb, 1995.
- Mladi Supilo, Školska knjiga, Zagreb, 1996.
- Dubrovačke teme XIX. stoljeća, Matica hrvatska, Zagreb, 1997.
- Povijest Hrvata, Centar za transfer tehnologije, Zagreb, 1997. (engl. izd. A history of the Croats, 1998.)
- Hrvatski državni sabor, 1848. – 2000., I-III, Hrvatski institut za povijest-Hrvatski državni sabor-Dom i svijet, Zagreb, 2000.
- Hrvatska državotvorna misao u XIX. i XX. stoljeću, Dom i svijet, Zagreb, 2002.
- Antun Radić, 1868. – 1919., Dom i svijet, Zagreb, 2002.
- Stjepan Radić, 1871. – 1928., Dom i svijet, Zagreb, 2003.
- Vladko Maček: politički portret, Golden marketing-Tehnička knjiga, Zagreb, 2003.
- Hrvatska u monarhističkoj Jugoslaviji: kronika važnijih zbivanja, Dom i svijet, Zagreb, 2006.
- Hrvatska u socijalističkoj Jugoslaviji: kronika važnijih zbivanja, Dom i svijet, Zagreb, 2006.
- Suverena i samostalna Republika Hrvatska: kronika važnijih zbivanja, Dom i svijet, Zagreb, 2007.
- Politička oporba u Banskoj Hrvatskoj 1880. – 1903.: suradničko povezivanje neodvišnjaka i pravaša, Hrvatski Državni Arhiv, Zagreb, 2009.

## Nagrade
- 1964.: Nagrada Grada Dubrovnika.
- 1970.: Nagrada "Ivan Filipović".
- 1979.: Godišnja nagrada Slobodne Dalmacije za znanost.
- 1996.: Godišnja državna nagrada za znanost.[4]
- 2005.: Nagrada "Frane Bulić" za životno djelo na području znanosti.[5]